# 分界第一中学
高州市分界第一中学（常称分界一中）位于广东省茂名市高州市分界镇，建于1995年，占地50余亩。该学校连续数年多人考上高州一，二，四中，2012年位列高州市农村中学第一。且考上广东高州中学人数，连续六年取得本片区排名第一名，在全市农村中学排名中名列前茅。